# 팝툰 컬렉션
〈팝툰 컬렉션〉(Poptoon Collection)은 씨네21이 발행하는 만화 잡지 팝툰에서 펴내는 만화 레이블의 명칭이다. 다음커뮤니케이션의 컨텐츠 부문 자회사인 (주)컨텐츠플러그와 계약을 맺어 미디어다음 만화속세상 보관됨 2011-07-28 - 웨이백 머신의 연재만화 일부도 〈팝툰 컬렉션〉으로 나온다. 특히, 표지 디자인을 프랑스인 예술가 프레데릭 미숑(프랑스어: Frederic Michon)의 혁신적인 디자인으로 레이블에 신선함을 더했다. 2008년 4월 22일부터 발간을 시작했다.

## 역대 발간 〈팝툰 컬렉션〉
- 팝툰 컬렉션 01 《전원교향곡》 1: 이경석 2008년 4월 22일 발매 ISBN 9788993208009
- 팝툰 컬렉션 02 《속 좁은 여학생》 1: 토마 2008년 4월 22일 발매 ISBN 9788993208016
- 팝툰 컬렉션 02 《속 좁은 여학생》 2: 토마 2009년 2월 14일 발매 ISBN 9788993208269
- 팝툰 컬렉션 03 《트레이스》(TRACE) VOL.1: 고영훈(Nasty Cat) 2008년 4월 22일 발매 ISBN 9788993208030
- 팝툰 컬렉션 03 《트레이스》(TRACE) VOL.2: 고영훈(Nasty Cat) 2008년 5월 19일 발매 ISBN 9788993208047
- 팝툰 컬렉션 03 《트레이스》(TRACE) VOL.3: 고영훈(Nasty Cat) 2008년 12월 15일 발매 ISBN 9788993208207
- 팝툰 컬렉션 04 《뭐 없나?》: 마영신 2008년 6월 17일 발매 ISBN 9788993208054
  - 《팝툰》에 발표했던 단편들을 포함한 《이태원 어른놀이》, 《첫사랑》 등 강북 정서가 담긴 일상 만화와 작가가 병역특례로 일했던 인천 남동공단 사람들 이야기를 그린 《김사장 동생 김실장》, 《은밀한 거래》 등 10여 편이 실렸다.[1]
- 팝툰 컬렉션 05 《자전거사신기》: 송태욱 2008년 7월 14일 발매 ISBN 9788993208061
  - '공모전 킬러’로 불려온 만화가 송태욱이 데뷔한 지 6년 만에 펼쳐내는 첫 작품집. 《팝툰》에 게재했던 ‘쾅’하는 교통사고 소리와 함께 시작되는 옴니버스 식 단편 7편과 사랑에 관한 단편 2편이 함께 묶였다.
- 팝툰 컬렉션 06 《좀비의 시간》: 이경석 2008년 9월 8일 발매 ISBN 9788993208146
  - 한겨레 매거진 'Esc'에 연재했던 만화이다.
- 팝툰 컬렉션 06 《애총》: 한혜연 2009년 2월 26일 발매 ISBN 9788993208252
- 팝툰 컬렉션 07 《플리즈, 플리즈 미!》: 기선 2009년 4월 10일 발매 ISBN 9788993208320
- 《설희》 1: 강경옥 보관됨 2008-07-04 - 웨이백 머신 2008년 8월 12일 발매 ISBN 9788993208092
- 《설희》 2: 강경옥 보관됨 2008-07-04 - 웨이백 머신 2008년 11월 7일 발매 ISBN 9788993208160
- 《설희》 3: 강경옥 보관됨 2008-07-04 - 웨이백 머신 2009년 5월 8일 발매 ISBN 9788993208351
- 《미스 문방구 매니저》 1: 캐러멜 2008년 8월 29일 발매 ISBN 9788993208139
- 《미스 문방구 매니저》 2: 캐러멜 2009년 1월 30일 발매 ISBN 9788993208221
- 《미스 문방구 매니저》 3: 캐러멜 2009년 2월 13일 발매 ISBN 9788993208238

## 단편집 수록 리스트
| - 나이트 그녀 - 《팝툰》 26호(2008년 3월 15일) - 뭐 없나? - 《팝툰》 7호(2007년 6월 1일) - 나무때기 - 이태원 어른놀이 - 《Sal》 Vol.1(200부 한정판) - 이팔청춘 - 《Sal》 Vol.2(400부 한정판) - 아빠는 로맨티스트 - 첫사랑 - 은밀한 거래 - 김사장 동생 김실장 - 시선 - 《팝툰》 31호(2008년 6월 1일) - 2006 바다 이야기 - 2008년, 27살 먹고 운전면허 따기 - 일상 - 《팝툰》 12호(2007년 8월 15일) | - 라운드 미드나잇 - 애리조나 드림 - 《팝툰》 3호(2007년 4월 1일) - 라디오 고쳐지다 - 《팝툰》 6호(2007년 5월 15일) - 신은 외로움을 모른다 - 《팝툰》 5호(2007년 5월 1일) - 자전거사신의 문제 - 괜찮아질 거야 - 《팝툰》 15호(2007년 10월 1일) - 틈 - 좌뇌찾기 - 《팝툰》 2호(2007년 3월 15일) - 사랑에 눈멀다 - 《팝툰》 4호(2007년 4월 15일) |

## 발간 예정 〈팝툰 컬렉션〉
- 캐러멜의 《오리우리》[1]
- 《품위생활백과》: 기선

## 〈팝툰 컬렉션〉외 《씨네21북스》, 한겨레출판에서 나오는 책
- 《골방 탈출기》: 메가쇼킹만화가 외 19명 2008년 6월 30일 발매 ISBN 9788961060349
  - 문화체육관광부, 한국문화콘텐츠진흥원, 한국관광공사, 네이버에서 기획하여 네이버 만화에서 2007년 9월 19일부터 2008년 3월 6일까지 연재되었던 《구석구석 놀라운 우리나라》를 일부 수정, 재기획해서 나온 작품이다.
- 《차이니즈 봉봉 클럽》 1 서울편: 조경규 2008년 9월 3일 발매 ISBN 9788993208115
- 《드로잉 일본 철도여행: 스케치북과 카메라로 기록한》: 한혜원 2009년 4월 10일 발매 ISBN 9788993208337
- 《르네상스 미술 이야기: 피렌체 편》: 김태권 2009년 5월 18일 발매 ISBN 9788984313354
  - 〈팝툰〉 17호(2007년 11월 1일)부터 38호(2008년 9월 15일)까지 연재했던 《르네상스 탐정 바사리》 1부를 일부 수정해서 펴냈다.
  - 〈팝툰〉 연재작 최초로 한겨레출판에서 나왔다.
- 소설 《눈 오는 아프리카》: 글 권리, 일러스트 정은규 2009년 5월 20일 발매 ISBN 9788993208375
  - 〈팝툰〉 17호(2007년 11월 1일)부터 40호(2008년 10월 15일)까지 연재했던 《카오스모폴리탄》을 일부 개작해서 펴낸 소설이다.